# Sport Première

Sport Première est une émission de télévision ivoirienne consacrée à l'actualité sportive. Elle est diffusée tous les dimanches soir sur La Première (RTI) à partir de 21h30. L'émission est présentée en alternance par Ricardo Zama, Fernand Dedeh et Sébastien Wognin aussi avec la présence sur le plateau de Katie Touré, Rash N'Guessan ou Aimé Brière